# Javier Aguirre de la Hoz
Javier Aguirre de la Hoz (Àvila, 1946 - València, 2013) fou un advocat, notari i polític valencià d'origen castellà, membre del Consell del País Valencià que conduiria el País Valencià a l'autogovern. Aguirre de la Hoz fou el primer conseller d'Economia i Hisenda del govern valencià presidit pel socialista Josep Lluís Albinyana.

## Biografia
Es llicencià en dret per la Universitat de València i la de Valladolid i dret comparat per la Universitat d'Estrasburg, i va obtenir un màster en economia i direcció d'empreses per l'IESE de Barcelona. Vinculat a Emilio Attard Alonso, formà part del Partit Regional Valencià i del Partit Demòcrata Popular, amb els quals es va integrar a la UCD.
A les eleccions generals espanyoles de 1977 fou diputat per la província de València per la UCD, escó que va repetir a les de 1979. Formà part de l'Assemblea de Parlamentaris del País Valencià i del Consell del País Valencià, presidit per Josep Lluís Albinyana, i fou conseller d'Economia i Hisenda preautonòmic d'abril de 1978 a juny de 1979. Entre 1979 i 1981 fou assessor del Ministeri de les Comunitats Europees. No es va presentar a les eleccions de 1982 i abandonà la política activa, es traslladà a Barcelona, on fundà la societat Agentes de Bolsa Asociados (ABA), dedicada als negocis borsaris.